# Мэтьюс, Люсия
Люсия (Лючия) Мэтьюс (Мэтьюз) (англ. Lucia Kleinhans Mathews; 1870—1955) — американская художница.

## Биография
Родилась 29 августа 1870 года в Сан-Франциско, Калифорния.
Начала рисовать в раннем возрасте. После года учёбы в Mills College Люсия поступила в институт Mark Hopkins Art Institute, где училась вместе с Артуром Мэтьюсом, за которого вышла замуж в 1894 году. В 1899 году она училась в Париже в Академии Кармен.
Живописью занималась вплоть до Великого землетрясения 1906 года в Сан-Франциско. После землетрясения она с мужем открыли мебельный магазин, где Артур Мэтьюс проявил свои способности дизайнера, ремесленника и художника. Они создали также компанию Philopolis Press и публиковали ежемесячный журнал, где пропагандировали Движение искусств и ремёсел в эстетике восстанавливаемого города.
После смерти мужа (в 1945 году) жила в Сан-Франциско до 1951 года, затем переехала к сестре в Лос-Анджелес, где оставалась вплоть до своей смерти 14 июля 1955 года.

## Труды
Находясь под влиянием супруга, Люсия сохранила отличительные черты своего художественного стиля, который проявляется, прежде всего, в её станковой живописи. Супруги вместе создали целую коллекцию мебели, ящиков, резьбы и росписей багетов для картин.